# Anna Kernkamp
 (mai 2018).
Si vous disposez d'ouvrages ou d'articles de référence ou si vous connaissez des sites web de qualité traitant du thème abordé ici, merci de compléter l'article en donnant les références utiles à sa vérifiabilité et en les liant à la section « Notes et références ».
Anna Catharina (Anny) Kernkamp-Schenck (née à Anvers le 18 juin 1868 et morte à Brasschaat le 9 février 1947) est une peintre belge.

## Biographie
Anna (Anna Catharine) Schenck, née à Anvers le 18 juin 1868 est la fille de Leonardus Franciscus Schenck, boucher, et de Joanna Vermaesen. En 1887, elle épouse dans sa ville natale Johann Heinrich (Henri) Kernkamp, un marchand originaire d'Edam. Elle ne commence sa carrière de peintre qu'après son mariage et elle signe toute son œuvres sous son nom d'épouse « Anny Kernkamp ». Elle est l'élève d'Ernest Blanc-Garin à Bruxelles et de Henry Rul à Anvers. Vers 1913, elle est contrainte d'arrêter la peinture en raison du développement d'une malade oculaire.

## Œuvre
Anna Kernkamp est membre du célèbre cercle artistique De Distel (Le Chardon). Elle peint principalement des paysages, des scènes marines et des scènes urbaines dans un style impressionniste réaliste. Elle décrit elle-même son travail comme « plein air-impressionnisme ». Au cours de sa vie, Anna expose plusieurs fois notamment à Liège (1902), à Anvers (1904, 1908), à Ostende (1907) et à Athènes (1904), où elle reçoit une médaille d'argent. 

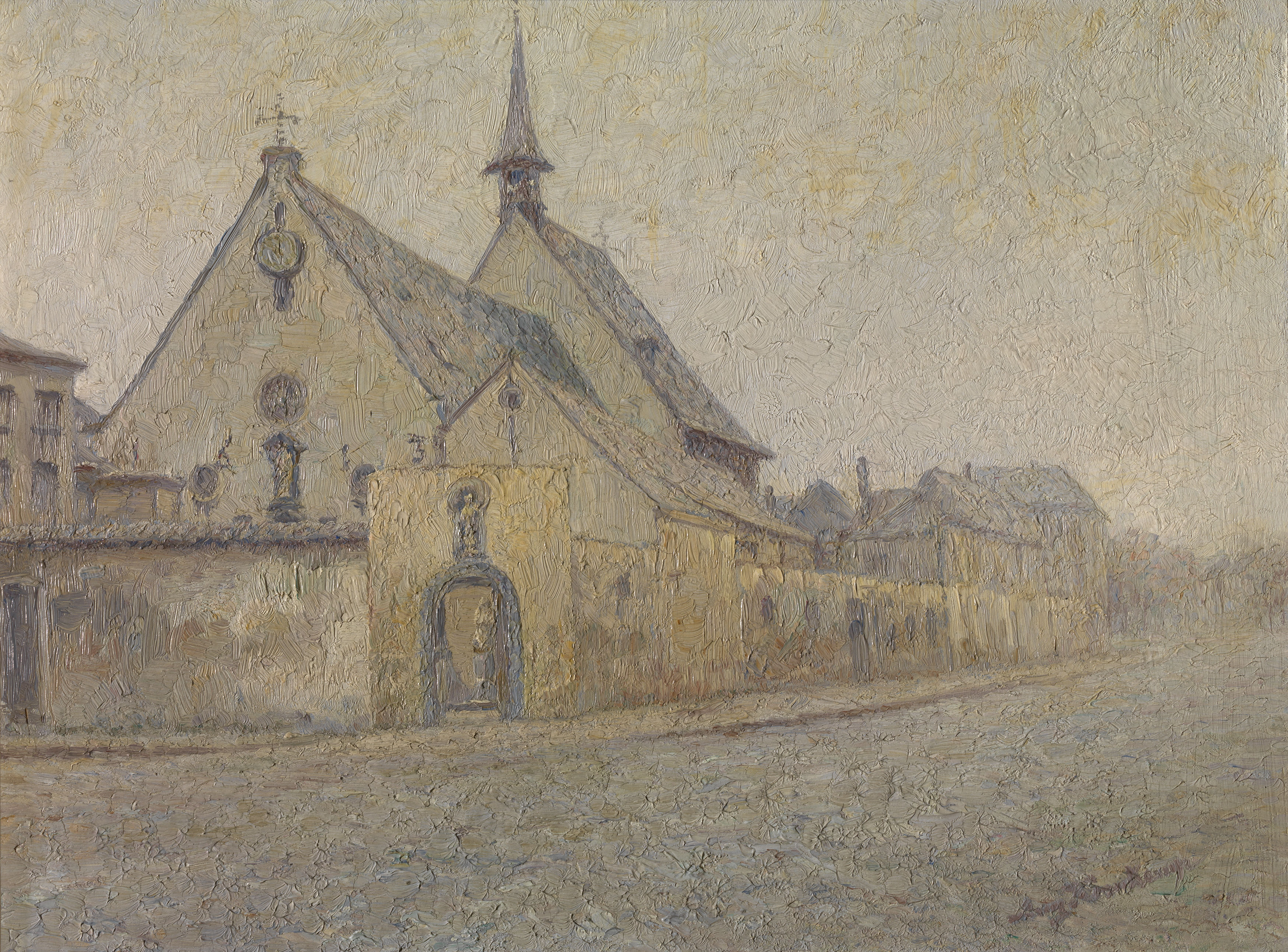
Anna Kernkamp, L'église Saint-Antoine à Anvers, 1904, Musée Royal des Beaux-Arts d'Anvers.

L'œuvre d'Anna Kernkamp est conservée au Musée royal des beaux-arts d'Anvers, au Maagdenhuis à Anvers et dans des collections privées.